# Rikito Sugiura
Rikito Sugiura (杉浦 力斗 Sugiura Rikito?), född 22 oktober 2002 i Osaka prefektur, är en japansk fotbollsspelare.
Sugiura började sin karriär 2020 i Zweigen Kanazawa.